# Horch 10-12 PS
De Horch 10/12 PS was een personenwagen uit de middenklasse die door de Duitse autoconstructeur A. Horch & Cie. van 1902 tot 1904  op de markt gebracht werd.
De Horch 10/12 PS was verkrijgbaar met een tonneau- of phaeton-carrosserie. Het was het tweede model dat ontworpen was door August Horch na de Horch 4-5 PS uit 1901.
De wagen werd aangedreven door een 2,5-liter twee-in-lijnmotor met zijkleppen, die een vermogen leverde tussen de 10 en 12 pk, goed voor een topsnelheid van 50 km/u. Het motorvermogen werd via een handgeschakelde vierversnellingsbak en een cardanas overgebracht op de achteras. Het chassis was voorzien van starre assen met bladveren, de remmen werkten op de versnellingsbak.
De 10/12 PS had verschillende verbeteringen ten opzicht van zijn voorganger: ruimer dankzij een dubbele rij zitplaatsen, comfortabeler dankzij een schuine stuurkolom in plaats van een verticale kolom en krachtiger dankzij een tweecilindermotor in plaats van de eencilindermotor in de 4/5 PS.
Medio 1904 werd de 10/12 PS na ongeveer 40 gebouwde exemplaren vervangen door de Horch 14-17 PS.
Het vermoedelijk laatst overgebleven exemplaar, een tonneau, bevindt zich in het Audi museum in Ingolstadt.